# Scuderia Centro Sud
Scuderia Centro Sud je nakdanje italijansko dirkaško moštvo, ki je med letoma 1956 in 1965 nastopalo na dirkah Formule 1, ustanovil jo je Guglielmo »Mimmo« Dei. V prvih treh sezonah je moštvo večinoma dirkalo z dirkalniki Maserati 250F, kasneje pa še z dirkalniki Cooper T51 in BRM P57. Za moštvo so dirkali Cliff Allison, Giancarlo Baghetti, Lorenzo Bandini, Lucien Bianchi, Joakim Bonnier, Louis Chiron, Colin Davis,Masten Gregory, Hans Herrmann, Willy Mairesse, Harry Schell, Maurice Trintignant, Wolfgang von Trips, Luigi Villoresi in Maria Teresa de Filippis, ki je prva dirkačica v zgodovini Formule 1. Skupno so dirkači za moštvo nastopili na 214-ih dirkah, na katerih so dosegli pet zmag in še osem uvrstitev na stopničke. Najboljši rezultat na prvenstvenih dirkah Formule 1 je dosegel Masten Gregory s tretjim mestom na dirki za Veliko nagrado Monaka 1957, zmage na neprvenstvenih dirkah Formule 1 pa so dosegli Harry Schell na dirki za Veliko nagrado Caena 1956, Colin Davis na dirki za Veliko nagrado Messine 1959 in Maurice Trintignant na dirki za Veliko nagrado Buenos Airesa 1960.